# Sân bay Copenhagen

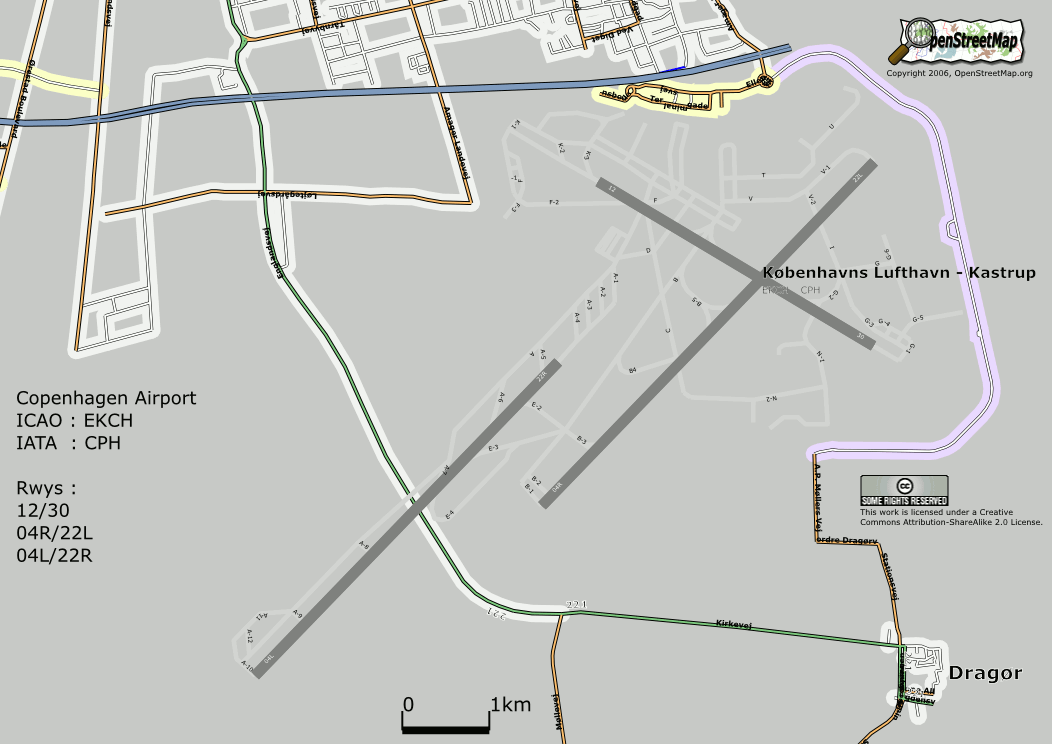
Bản đồ phi trường Copenhagen

Phi trường Copenhagen có tên chính thức là Phi trường Copenhagen, Kastrup (để phân biệt với Phi trường Copenhagen, Roskilde), cũng thường gọi tắt là Phi trường Kastrup (mã IATA: CPH, mã ICAO: EKCH) là phi trường quốc tế lớn nhất Đan Mạch và Bắc Âu, và là phi trường lớn thứ 17 châu Âu.

## Địa điểm
Phi trường Copenhagen được khai trương ngày 20.4.1925. Phi trường nằm trên khu đất rộng 1.100 ha, thuộc thị xã Tårnby, ở phía đông nam đảo Amager, cách trung tâm thành phố Copenhagen 8 km về phía đông nam. Phi trường nằm bên xa lộ châu Âu E20, có xe bus, tàu điện ngầm (metro) nối với Copenhagen và ga xe lửa nối với Copenhagen và thành phố Malmö (Thụy Điển) (qua Cầu Oresund).

## Hạ tầng cơ sở
Ngày nay, phi trường có 3 đường băng cho máy bay cất cánh và hạ cánh, đường băng số 1 trải nhựa, dài 3.600 m, đường băng số 2 cũng trải nhựa, dài 3.300 m và đường băng số 3 bằng nhựa- bê tông, dài 2.800 m. Tháp kiểm soát không lưu hiện nay được xây mới và đưa vào sử dụng từ 29.12.2007. Hiện nay phi trường Copenhagen có 3 nhà ga (terminal).
Phi trường có 1.700 nhân viên phục vụ (không kể các nhân viên bán hàng trong các tiệm)

## Các nhà ga hành khách
Nhà ga 1 (năm 1969) dành cho các chuyến bay nội địa, gồm 7 phòng xây liền nhau, do đó thường được gọi là 7 nhà nhỏ (De syv små hjem). Năm 1989 xây thêm 1 phòng mới. Các lối đi tới 2 nhà ga khác được xây thêm và khánh thành tháng 10/2006. Nhà ga 2 (năm 1964) và nhà ga 3 (năm 1998) dành cho các chuyến bay quốc tế.
Nhà ga nguyên thủy năm 1925 làm bằng gỗ, tới năm 1939 được thay thế bằng nhà ga mới do kiến trúc sư Vilhelm Lauritzen thiết kế. Nhà ga này lại được thay thế và ngày 17.9.1999 được di chuyển tới khu phía tây cách đó 3,8 km, để lấy chỗ mở rộng phi trường về hướng đông.

## Số hành khách
Năm 2007, sân bay này đã phục vụ 21,4 triệu lượt hành khách, trung bình 56.630 lượt hành khách/ngày, tăng 2,5% so với năm 2006. Phi trường Copenhagen là phi trường căn cứ  (airline hub) của Hãng hàng không Scandinavia (SAS) và Hãng hàng không Sterling Airlines.

## Các hãng hàng không và các điểm đến

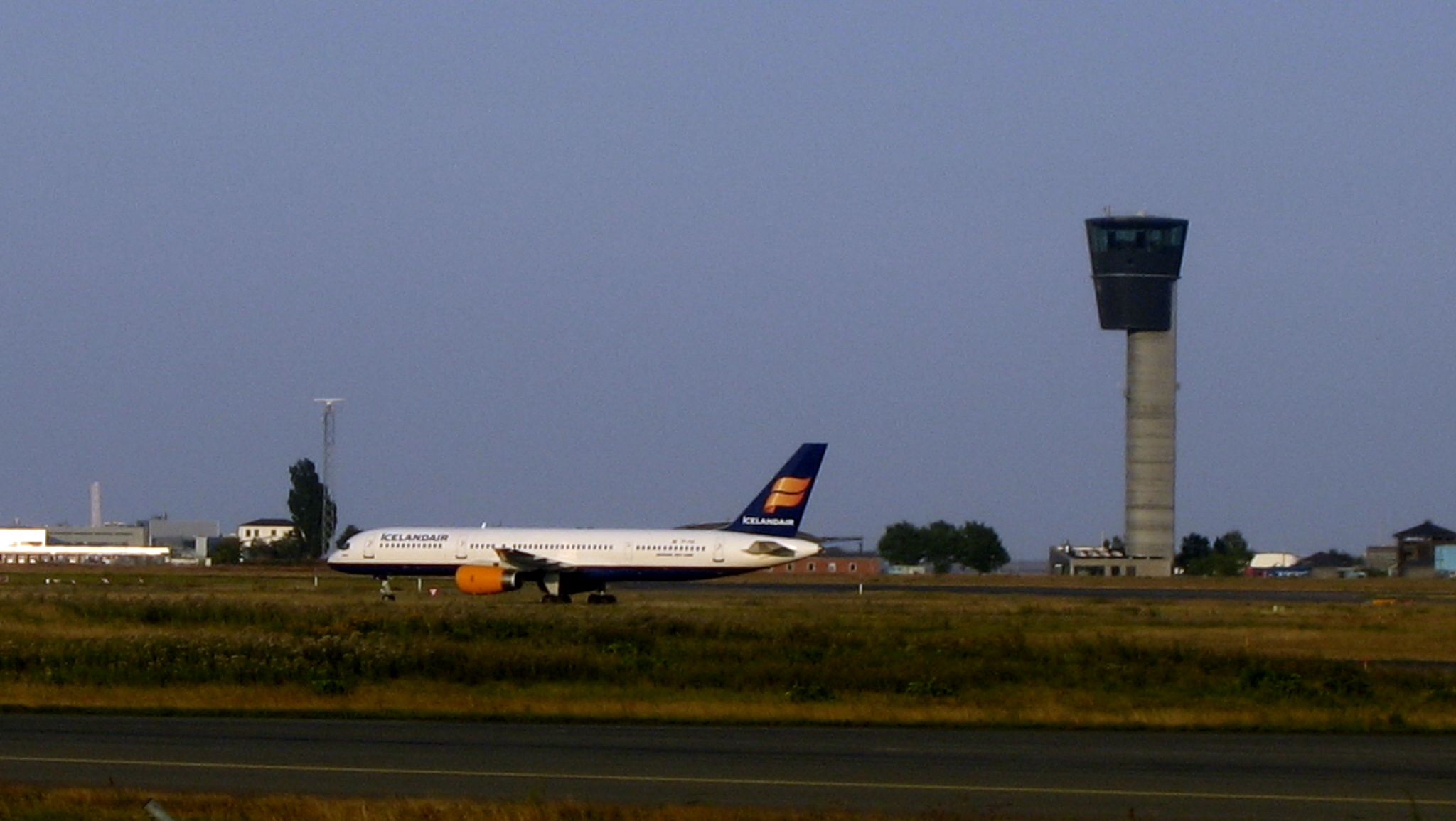
Tháp kiểm soát không lưu ở phi trường Copenhagen

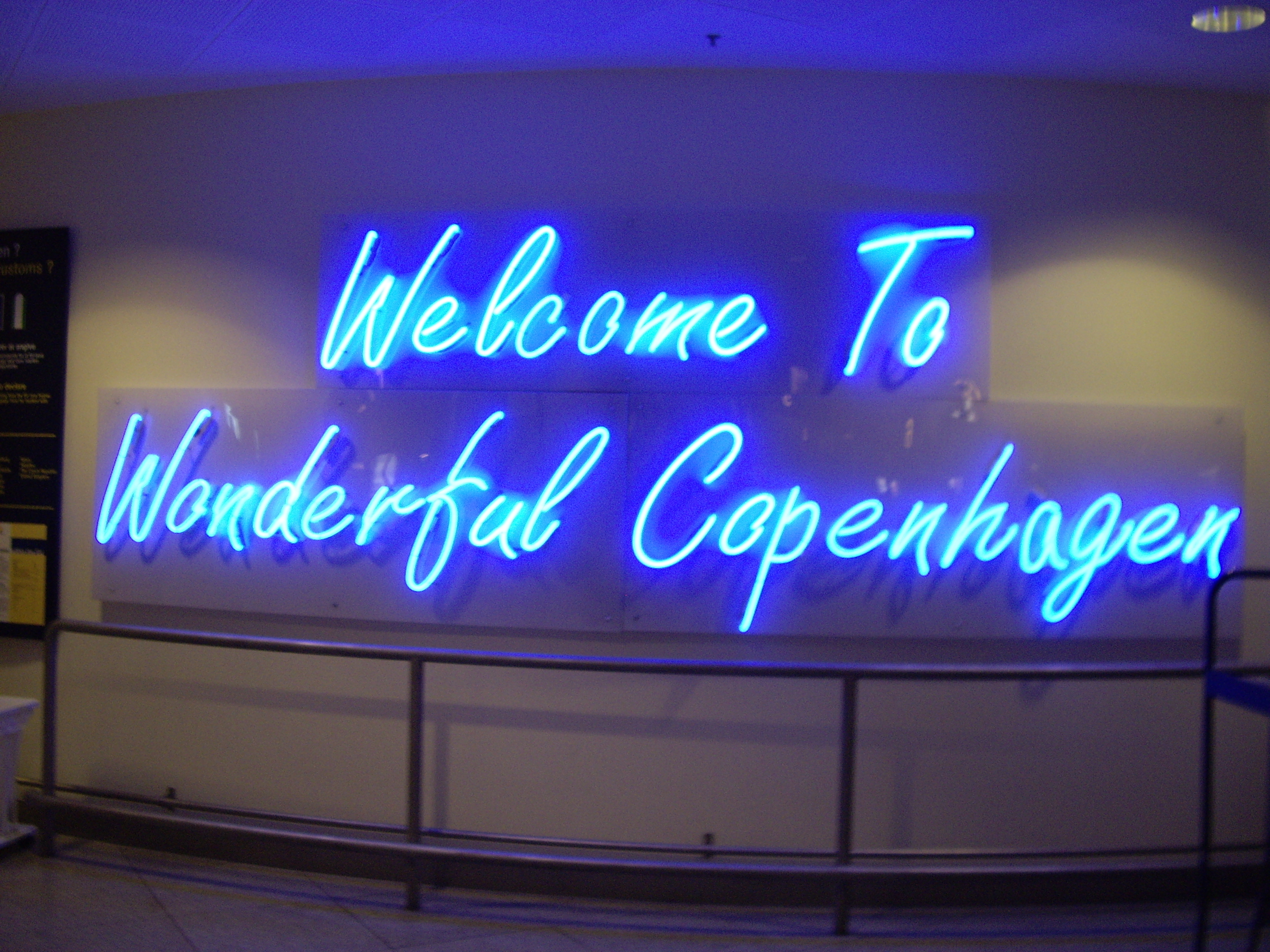
Welcome to wonderful Copenhagen.

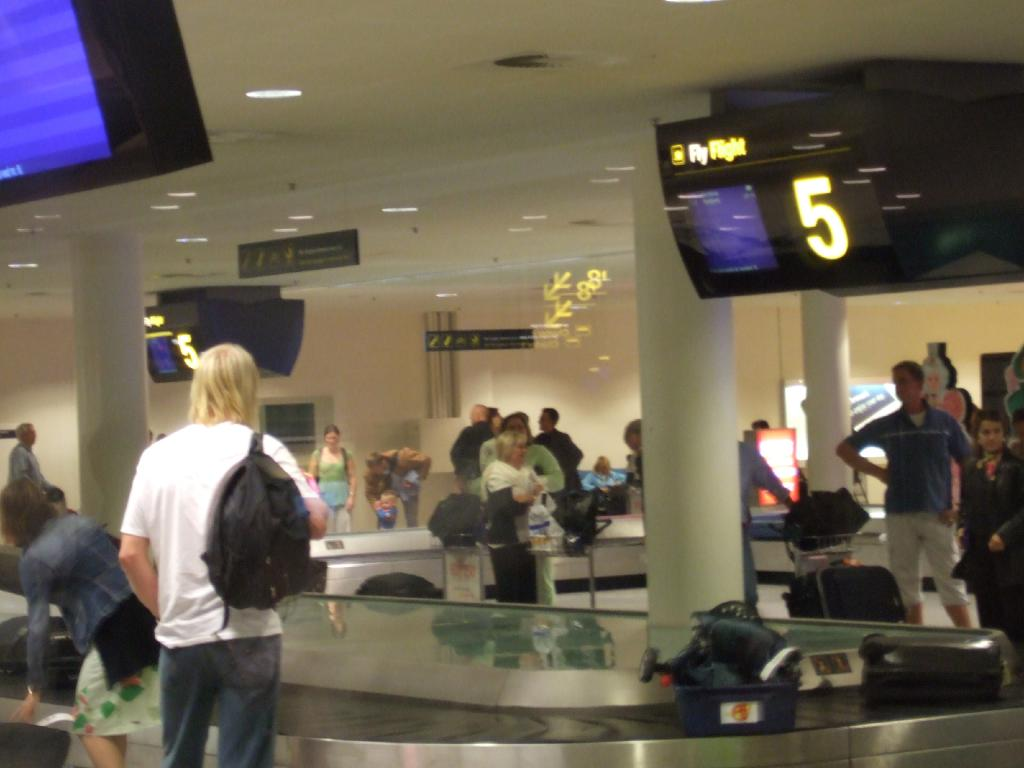
Trạm nhận hành lý

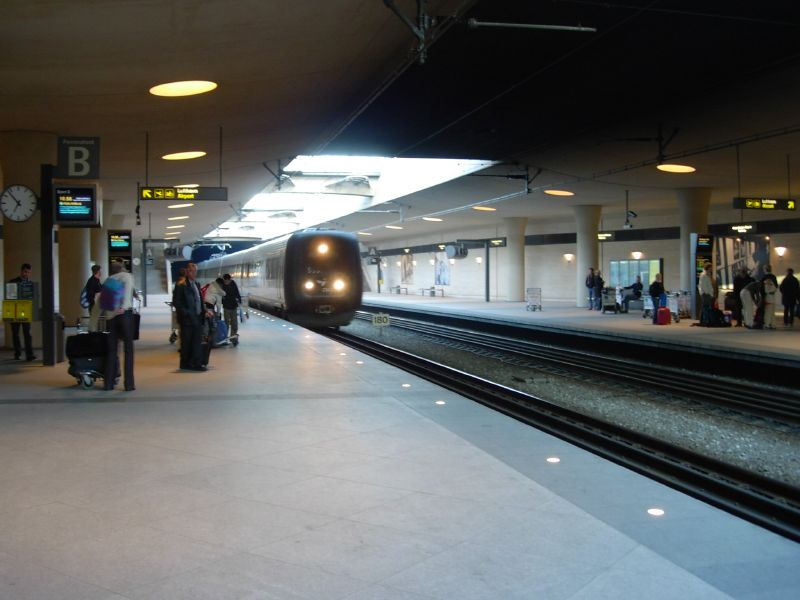
Ga xe lửa tại Phi trường Copenhagen

### Hành khách
| Hãng hàng không                                 | Các điểm đến | Nhà ga  |
| ----------------------------------------------- | --- | ------- |
| Adria Airways                                   | Ljubljana | 3       |
| Aegean Airlines                                 | Athens Theo mùa: Heraklion (bắt đầu từ ngày 26 Tháng 6 năm 2015) | 2       |
| Aer Lingus                                      | Dublin | 2       |
| Aeroflot                                        | Moscow-Sheremetyevo | 2       |
| airBaltic                                       | Riga | 2       |
| Air Canada                                      | Toronto-Pearson | 3       |
| Air Europa                                      | Madrid | 2       |
| Air France                                      | Paris-Charles de Gaulle | 2       |
| Air Greenland                                   | Kangerlussuaq Theo mùa: Narsarsuaq | 2       |
| Air Serbia                                      | Belgrade | 3       |
| Alitalia                                        | Milan-Linate (bắt đầu từ ngày 30 Tháng 3 năm 2015), Roma-Fiumicino | 2       |
| Alsie Express                                   | Sønderborg | 1       |
| Atlantic Airways                                | Vágar | 2       |
| Austrian Airlines                               | Vienna (tiếp tục lại từ ngày 1 Tháng 4 năm 2015) Theo mùa: Innsbruck (tiếp tục lại từ ngày 1 Tháng 4 năm 2015) | 2       |
| Austrian Airlines vận hành bởi Tyrolean Airways | Vienna (kết thúc từ ngày 31 Tháng 3 năm 2015) Theo mùa: Innsbruck (kết thúc từ ngày 31 Tháng 3 năm 2015) | 2       |
| BH Air                                          | Theo mùa: Burgas (bắt đầu từ ngày 31 Tháng 5 năm 2015) | 2       |
| British Airways                                 | London-Heathrow | 2       |
| Brussels Airlines                               | Brussels | 2       |
| Bulgaria Air                                    | Theo mùa: Varna (bắt đầu từ ngày 4 Tháng 4 năm 2015) | 2       |
| Croatia Airlines                                | Zagreb | 2       |
| Czech Airlines                                  | Prague | 2       |
| Danish Air Transport                            | Bornholm/Rønne, Karup (bắt đầu từ ngày 29 Tháng 3 năm 2015) | 1       |
| Delta Air Lines                                 | Theo mùa: New York-JFK | 2       |
| easyJet                                         | Sân bay quốc tế Berlin-Schönefeld, Bristol, Edinburgh, Hamburg, London-Gatwick, London-Luton, Sân bay quốc tế London-Stansted, Manchester, Milan-Malpensa, Paris-Charles de Gaulle, Rome-Fiumicino | CPH Go1 |
| easyJet Switzerland                             | Basel/Mulhouse, Geneva | CPH Go1 |
| EgyptAir                                        | Cairo | 3       |
| Emirates                                        | Dubai-International | 2       |
| Es-Air vận hành bởi Jet Time                    | Esbjerg | 2       |
| Finnair                                         | Helsinki | 2       |
| Iberia Express                                  | Madrid | 2       |
| Icelandair                                      | Reykjavík-Keflavík | 3       |
| Iraqi Airways                                   | Baghdad, Erbil, Najaf | 2       |
| Jet Time                                        | Thuê chuyến: Antalya, Aqaba, Bodrum, Bourgas, Chambéry, Chania, Corfu, Dalaman, Dubrovnik, Fuerteventura, Gazipasa, Gran Canaria, Grenoble, Heraklion, Hurghada, Innsbruck, Izmir, Kangerlussuaq, Kefalonia, Kos, Lanzarote, Larnaca, Malaga, Malta, Marsa Alam, Palma de Mallorca, Ponta Delgada, Rhodes, Salzburg, Samos, Sharm el-Sheikh, Skiathos, Tenerife-South | 2       |
| KLM                                             | Amsterdam | 2       |
| KLM vận hành bởi KLM Cityhopper                 | Amsterdam | 2       |
| LOT Polish Airlines                             | Warsaw-Chopin | 3       |
| Lufthansa                                       | Frankfurt, Munich | 3       |
| Luxair                                          | Luxembourg | 2       |
| Middle East Airlines                            | Theo mùa: Beirut | 2       |
| Montenegro Airlines                             | Theo mùa: Podgorica | 2       |
| Norwegian Air Shuttle                           | Aalborg, Karup (kết thúc từ ngày 27 Tháng 3 năm 2015) | 1       |
| Norwegian Air Shuttle                           | Alicante, Amsterdam, Bangkok-Suvarnabhumi, Barcelona, Bergen, Sân bay quốc tế Berlin-Schönefeld, Budapest, Dubai-International, Dublin, Edinburgh, Faro, Fort Lauderdale, Funchal, Gran Canaria, Helsinki, Kraków, Lisbon, London-Gatwick, Los Angeles, Madrid, Málaga, Marrakech, Milan-Malpensa, New York-JFK, Nice, Orlando (bắt đầu từ ngày 30 Tháng 3 năm 2015), Oslo-Gardermoen, Paris-Orly, Prague, Riga, Rome-Fiumicino, Stockholm-Arlanda, Tel Aviv-Ben Gurion, Trondheim Theo mùa: Agadir, Athens, Belgrade, Bratislava, Burgas, Catania, Chania, Corfu, Dubrovnik, Grenoble, Heraklion, Ibiza, Kos, Larnaca, Malta, Marseille, Montpellier, Olbia, Palma de Mallorca, Pisa, Rhodes, Salzburg, Sarajevo, Split, Tenerife-South, Venice-Marco Polo, Zagreb | 2       |
| Pakistan International Airlines                 | Islamabad, Lahore | 2       |
| Pegasus Airlines                                | Antalya, Istanbul-Sabiha Gökcen | 2       |
| Primera Air                                     | Theo mùa: Dalaman, Enfidha, Fuerteventura, Lanzarote, Las Palmas, Palma de Mallorca, Ponta Delgada, Rhodes, Santorini, Tenerife, Varna | 2       |
| Qatar Airways                                   | Doha | 2       |
| Royal Air Maroc                                 | Casablanca | 2       |
| Ryanair                                         | Bergamo (bắt đầu từ ngày 26 Tháng 3 năm 2015), Charleroi (bắt đầu từ ngày 25 Tháng 10 năm 2015), Cologne-Bonn (bắt đầu từ ngày 2 Tháng 9 năm 2015), Dublin, London-Luton (bắt đầu từ ngày 26 Tháng 3 năm 2015), Madrid (bắt đầu từ ngày 2 Tháng 9 năm 2015), Rome-Ciampino (bắt đầu từ ngày 2 Tháng 9 năm 2015), Stockholm-Skavsta (bắt đầu từ ngày 25 Tháng 10 năm 2015), Warsaw-Modlin (bắt đầu từ ngày 26 Tháng 3 năm 2015) | CPH Go1 |
| Scandinavian Airlines3                          | Aalborg, Aarhus, Billund | 1       |
| Scandinavian Airlines4                          | Aberdeen, Ålesund, Alicante, Amsterdam, Ankara (bắt đầu từ ngày 6 Tháng 6 năm 2015), Athens, Barcelona, Bắc Kinh-Thủ đô, Bergen, Berlin-Tegel, Birmingham, Bologna, Bremen, Brussels, Bucharest, Budapest, Chicago-O'Hare, Dublin, Düsseldorf, Edinburgh (bắt đầu từ ngày 29 Tháng 3 năm 2015), Frankfurt, Gdańsk, Geneva, Gothenburg-Landvetter, Hamburg, Hannover, Helsinki, Linköping, London-Heathrow, Luxembourg, Málaga, Manchester, Milan-Linate, Milan-Malpensa, Moscow-Sheremetyevo, Munich, Newark, Newcastle, Nice, Oslo-Gardermoen, Palanga, Palma de Mallorca, Paris-Charles de Gaulle, Poznań, Prague, Pristina, Rome-Fiumicino, Saint Petersburg, San Francisco, Thượng Hải-Phố Đông, Stavanger, Stockholm-Arlanda, Stuttgart, Tel Aviv-Ben Gurion, Tokyo-Narita, Trondheim, Venice-Marco Polo, Vilnius, Warsaw-Chopin, Washington-Dulles, Wrocław, Zürich Theo mùa: Bastia, Biarritz, Cagliari, Chania, Dubrovnik, Faro, Gazipaşa, Ivalo, Kiruna, Montpellier, Naples, Kittilä, Palermo, Pisa, Pristina, Pula, Salzburg, Split, Thessaloniki | 3       |
| Singapore Airlines                              | Singapore | 2       |
| SunExpress                                      | İzmir Theo mùa: Antalya (bắt đầu từ ngày 29 Tháng 3 năm 2015), Konya (bắt đầu từ ngày 10 Tháng 6 năm 2015) | 2       |
| Swiss International Air Lines                   | Geneva, Zürich | 2       |
| TAP Portugal                                    | Lisbon | 2       |
| Thai Airways                                    | Bangkok-Suvarnabhumi Theo mùa: Phuket2 | 3       |
| Thomas Cook Airlines Scandinavia                | Thuê chuyến: Antalya, Gran Canaria, Hurghada, Ibiza, Larnaca, Punta Cana | 2       |
| Thomson Airways                                 | Theo mùa: Montego Bay | 3       |
| Transavia.com                                   | Eindhoven | CPH Go1 |
| TUIfly Nordic                                   | Thuê chuyến: Antalya, Burgas, Gran Canaria, Izmir, Krabi, Lanzarote, Larnaca, Phú Quốc, Phuket | 2       |
| Turkish Airlines                                | Istanbul-Atatürk, Konya | 2       |
| Vueling                                         | Alicante, Barcelona, Málaga Theo mùa: Florence | 2       |
| Widerøe                                         | Haugesund, Kristiansand, Sandefjord | 3       |
| WOW air                                         | Reykjavík-Keflavík | 2       |

### Hàng hóa
| Hãng hàng không          | Các điểm đến                                                                              |
| ------------------------ | ----------------------------------------------------------------------------------------- |
| China Cargo Airlines     | Thượng Hải-Phố Đông                                                                       |
| DHL Aviation             | East Midlands, Leipzig/Halle, Madrid, Oslo-Gardermoen, Stockholm-Arlanda                  |
| Emirates SkyCargo        | Chicago-O'Hare, Dubai-Al Maktoum, Houston-Intercontinental, Los Angeles, Thành phố México |
| FedEx Express            | Helsinki, Paris-Charles de Gaulle                                                         |
| Korean Air Cargo         | Seoul–Incheon                                                                             |
| Singapore Airlines Cargo | Amsterdam, Brussels, Singapore                                                            |
| West Air Sweden          | Helsinki                                                                                  |